# 诸佛乡
诸佛乡，是中华人民共和国重庆市彭水苗族土家族自治县下辖的一个乡镇级行政单位。

## 行政区划
诸佛乡下辖以下地区：
双合场村、红门村、石化村、治安村、庙池村、诸佛村、红岩洞村、清河村、复兴村和青灵村。